# Північний потік

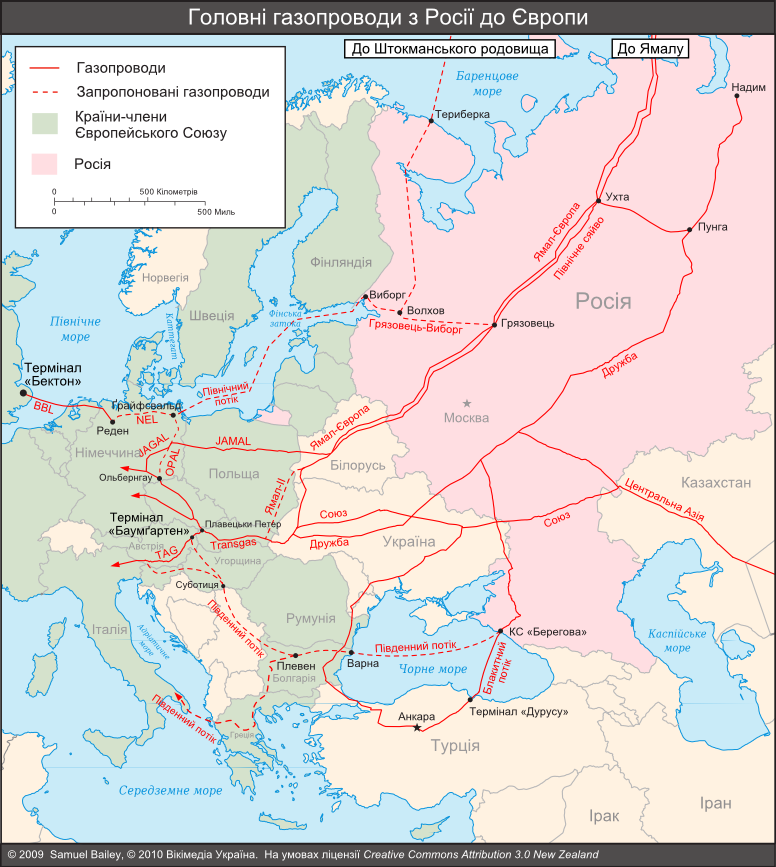
Чинні та заплановані газопроводи з Росії до Європи

«Півні́чний поті́к» (англ. Nord Stream; попередня назва: Північно-Європейський газопровід, ПЄГ) — газопровід із Росії до Німеччини, першу гілку якого вже було збудовано. Термін «Північний потік» (або Nord Stream) часто вживається стосовно частини цього газопроводу між Виборгом та Ґрайфсвальдом.
Прокладання трубопроводу почато у квітні 2010 року, у вересні 2011 року почато заповнення технологічним газом першої з двох ниток. Перші постачання газу почалися 8 листопада 2011 року. Проєктна потужність першої гілки склала 27 млрд м3, після планованої добудови другої гілки збільшиться до 55 млрд м3. Газопровід з'єднав Росію із ЄС, ставши важливим фактором впливу на Європу з боку РФ. Газопровід пройшов територією Росії, Швеції, Данії і Німеччини. Його довжина склала близько 1224 км.
Інвестиції у проєкт морської частини ПЄГ склали $7,4 млрд. Прокладений дном Балтійського моря газопровід забезпечив прямі постачання російського природного газу до Західної Європи.
Оператор газопроводу — швейцарська компанія Nord Stream AG, власником 51 % компанії є російський Газпром, по 15,5 % — німецькі BASF/Wintershall та E.ON Ruhgas, ще по 9 % — нідерландській Gasunie та французькій GDF Suez.
За оцінкою директора Nord Stream AG Маттіаса Варніґа, газопровід мав окупитися через 14-15 років за умов повного завантаження труби.
У березні 2023 року компанія E.ON, найбільший в Європі оператор енергетичних мереж, знизила вартість своєї 15,5%-ної частки в газопроводі до нуля, спершу вартість пакета становила 1,2 млрд євро.

## Будівництво
6 квітня 2010 року, перша підводна труба газопроводу «Північний потік» була покладена на дно Балтійського моря. 5 травня 2011 завершено укладання першої гілки «Північного потоку» по дну Балтійського моря 6 вересня «Газпром» здійснив пробну закачку технологічного природного газу в першу нитку газопроводу.. 8 листопада офіційно запрацював газопровід «Північний потік».
Спорудження системи виконали трубоукладальні судна "Castoro Sei" (основна частина траси), "Castoro 10" (мілководдя на підходах до Німеччини) та "Solitaire" (у Фінській затоці). Будівництво стартувало в квітні 2010-го, перша нитка була завершена в травні 2011-го, а друга у квітні 2012-го.
На підході до германського узбережжя турбопровід уклали у траншею довжиною 28 кілометрів, для спорудження якої залучили землесосні снаряди "Willem van Oranje" та "Barent Zanen".
Стабалізацію окремих ділянок траси здійснили каменеукладальні судна "Sandpiper", "Seahorse" та "Rollingstone".

## Політична мотивація
Багато експертів вважає, що будівництво газопроводу більше обумовлене політичною, а ніж економічною доцільністю. Саме через це доля проєкту є непевною.

### Естонія
У відповідь на неофіційні санкції з боку Росії після загострення відносин з Естонію у травні 2007 року, після того як російські компанії призупинили відвантаження російської нафти, а також здійснили ряд інших недружніх кроків, Естонія зайняла принципову позицію з питання будівництва газопроводу «Північний потік».
5 травня 2007 року стало відомо, що прем'єр-міністр Естонії Андрус Ансип відмовився прийняти в себе екс-канцлера Німеччини Герхарда Шредера. Основною причиною відмови стала критика колишнього німецького канцлера естонського уряду, викликана рішенням про перенесення пам'ятника Воїнові-визволителеві і братської могили в Таллінні. Шредер повинен був обговорити питання, пов'язані з будівництвом газопроводу, що пройде дном Балтики. Раніше Естонія відмовила Росії в проведенні дослідницьких робіт у своїх водах, пославшись на некоректне оформлення клопотання.
Герхард Шредер, як один з керівників проєкту, планував особисто пролобіювати прискорення цього процесу. Однак недавні висловлення колишнього канцлера Німеччини, котрий заявив, що перенесення Бронзового солдата можна розцінювати як образу росіян, що воювали проти фашизму, змусили естонців переглянути робочий графік глави свого уряду. За словами Урмаса Паета, коментарі Шредера в Таллінні розтлумачили як необ'єктивні.
Крім того, естонська влада знову занепокоїлась екологією Балтійського моря. Основною загрозою прибалтійському довкіллю в Естонії вважають усе той же «Північний потік». Днями міністр економіки і комунікацій Естонії Юхан Партс зустрівся з представниками компанії Nord Stream AG (оператор однойменного проєкту).
Позиція Естонії в питанні будівництва ПЄГ станом на початок 2007 року уже коштувала бюджетові цієї країни більш 400 млн. доларів (близько 3 % ВВП країни). З 2005 року вартість газу для Естонії збільшилася майже в три рази: з 90 до 260 доларів за тисячу кубометрів.
Стільки ж платить і Німеччина, від якої до Росії вдвічі далі. Однак якщо Естонія не піде назустріч «Газпрому» і його партнерам з ПЄГ, збитки доведеться нести вже їм.

## Запуск та експлуатація
8 листопада 2011 року була запущена перша гілка газопроводу «Північний потік» дном Балтійського моря від російського Виборгу до німецького Лубміну. В церемонії відкриття взяли участь тодішній формальний президент РФ Медведєв, прем'єр-міністр Франції Франсуа Фійон, канцлер Німеччини Ангела Меркель, прем'єр-міністр Нідерландів Марк Рютте і єврокомісар з енергетики Гюнтер Етінгер.
За перші місяці після запуску першої нитки газопроводу повідомлялося про проблеми, перебої в подачі газу, несподівано низькі обсяги прокачування.. Газпром планував на 2012 рік передачу 22 млрд м3 при потужності першої нитки в 27,5 млрд, натомість обсяг прокачування становив 10,4 млрд м3. Після запланованого на осінь 2012 року запуску другої нитки, його потужність мала збільшитися до 55 млрд м3. Натомість, 2013 року, планувалося прокачати 37,82 млрд м3. Максимальна завантаженість системи не передбачалася і 2014 року, коли обсяги поставок планували довести до 49,4 млрд.
У липні 2022 року стало відомо, що Канада пообіцяла повернути Німеччині газову турбіну для даного газопроводу. Україна виступила проти передачі турбіни компанії Газпром для постачання газу до Німеччини, адже цей крок суперечить санкціям щодо РФ, прийнятих через повномасштабне вторгнення до України. Представники МЗС України попросили Канаду відмовитися від даного рішення, чого не було зроблено. Турбіна була відправлена до Німеччини у липні.

## Аварії
26 вересня 2022 року на російських газопроводах «Північний потік-1» та «Північний потік-2» сталася масштабна аварія. За даними шведської національної сейсмічної мережі, в тому ж районі, де стався витік газу, відбулися два сильні підводні вибухи, що спершу призвели до трьох витоків газу — 2 з ПП-1 та 1 з ПП-2. Перший вибух був зафіксований о 02:03 в ніч на понеділок 26.09.22, другий — о 19:04 ввечері в понеділок. Глава Єврокомісії Урсула фон дер Ляйєн заявила, що витік був наслідком саботажу. 27 вересня стало відомо про четвертий витік — між двома попередніми у межах саме ПП-1.
У березні 2023 року міністр оборони України Олексій Резніков заявив, що українська сторона не причетна до підриву.
У березні 2023 року поліція Данії оголосила в розшук яхту, яка була помічена на острові Крістіансі в Балтійському морі поблизу місця вибуху на газопроводі. У лютому 2024 року Швеція завершила розслідування, не дійшовши жодних висновків про особи злочинців.
У листопаді 2023 року провідні західні ЗМІ (The Washington Post, Der Spiegel) опублікували результати спільного розслідування. Розслідування встановило, що за підривом газопроводу стоять українські спецслужби. Операцію з підриву було здійснено групою під керівництвом Романа Червінського, яка використовувала яхту "Адромеда", орендовану у Польщі.